# Caspar Bartholin el Viejo
Caspar Bartholin el Viejo (12 de febrero de 1585 - 13 de julio de 1629) fue un polímata danés.

## Biografía
Nació en Malmö, en la actual Suecia. Su precocidad fue extraordinaria: a los tres años ya sabía leer y a los trece compuso oraciones en griego y latín y las pronunció en público. Cuando tenía unos dieciocho años fue a la Universidad de Copenhague y después estudió en Rostock y Wittenberg.
Luego viajó por Alemania, los Países Bajos, Inglaterra, Francia e Italia, y fue recibido con gran respeto en las diferentes universidades que visitó. En 1613 fue elegido profesor de medicina en la Universidad de Copenhague, y ocupó ese cargo durante once años, cuando, al caer en una peligrosa enfermedad, hizo el voto de que si se recuperaba se dedicaría únicamente al estudio de la divinidad. Cumplió su voto convirtiéndose en profesor de divinidad en Copenhague y canónigo de Roskilde. Murió el 13 de julio de 1629 en Sorø, en Selandia.
Su trabajo, Anatomicae Institutiones Corporis Humani (1611) fue durante muchos años un libro de texto estándar en el estudio de la anatomía. Fue el primero en describir el funcionamiento del nervio olfativo.
De sus hijos, dos, Thomas y Rasmus, fueron también notables eruditos.

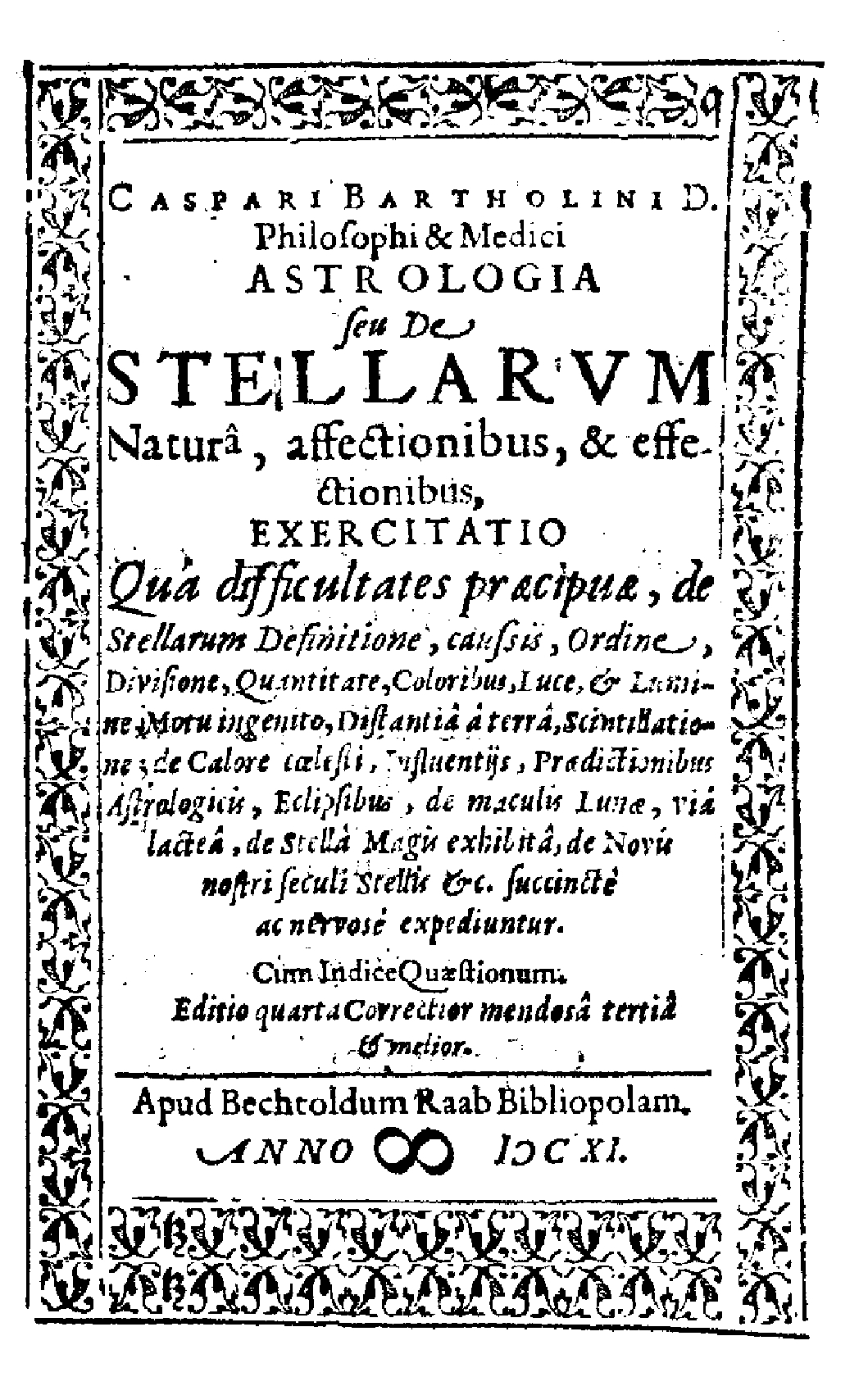
Astrologia, seu De stellarum natura, 1612